# Campionati europei di atletica leggera indoor 2021 - 60 metri piani femminili
La gara dei 60 metri piani femminili ai campionati europei di atletica leggera indoor di Toruń 2021 si è svolta il 7 marzo 2021 presso l'Arena Toruń.

## Podio
| Pos.    | Atleta          | Nazionalità |
| ------- | --------------- | ----------- |
| Oro     | Ajla Del Ponte  | Svizzera    |
| Argento | Lotta Kemppinen | Finlandia   |
| Bronzo  | Jamile Samuel   | Paesi Bassi |

## Record
| Record                | Record          | Record | Record         | Record           |
| --------------------- | --------------- | ------ | -------------- | ---------------- |
| Record del Mondo      | Irina Privalova | 6"92   | Madrid, Spagna | 11 febbraio 1993 |
| Record europeo        | Irina Privalova | 6"92   | Madrid, Spagna | 11 febbraio 1993 |
| Record dei campionati | Nelli Cooman    | 7"00   | Madrid, Spagna | 23 febbraio 1986 |

## Programma
| Data         | Ora   | Turno      |
| ------------ | ----- | ---------- |
| 7 marzo 2021 | 10:18 | Batterie   |
| 7 marzo 2021 | 12:40 | Semifinali |
| 7 marzo 2021 | 18:46 | Finale     |

## Risultati

### Qualificazioni
Si qualificano alle semifinali le prime quattro atlete di ogni batteria (Q) e le ulteriori quattro atlete più veloci (q).

#### Batteria 1
| Posizione | Corsia | Nome                  | Nazionalità | Tempo | Note |
| --------- | ------ | --------------------- | ----------- | ----- | ---- |
| 1         | 4      | Amelie-Sophie Lederer | Germania    | 7"30  | Q    |
| 2         | 6      | Viktoriya Ratnikova   | Ucraina     | 7"31  | Q    |
| 3         | 2      | Salomé Kora           | Svizzera    | 7"32  | Q    |
| 4         | 8      | Ciara Neville         | Irlanda     | 7"37  | Q    |
| 5         | 3      | Maria Isabel Pérez    | Spagna      | 7"39  |      |
| 6         | 5      | María Gátou           | Grecia      | 7"40  |      |
| 7         | 1      | Lorène Bazolo         | Portogallo  | 7"40  |      |
| 8         | 7      | Anniina Kortetmaa     | Finlandia   | 7"48  |      |

#### Batteria 2
| Posizione | Corsia | Nome                  | Nazionalità | Tempo | Note  |
| --------- | ------ | --------------------- | ----------- | ----- | ----- |
| 1         | 2      | Carolle Zahi          | Francia     | 7"22  | Q     |
| 2         | 5      | Naomi Sedney          | Paesi Bassi | 7"27  | Q     |
| 3         | 6      | Monika Weigertová     | Slovacchia  | 7"37  | Q     |
| 4         | 3      | Magdalena Lindner     | Austria     | 7"40  | Q     |
| 5         | 8      | Katarzyna Sokólska    | Polonia     | 7"46  |       |
| -         | 7      | Mathilde Kramer       | Danimarca   | dq    | [ 2 ] |
| -         | 1      | Yasmin Kwadwo         | Germania    | dq    | [ 3 ] |
| -         | 4      | Kryscina Cimanoŭskaja | Bielorussia | dq    | [ 3 ] |

#### Batteria 3
| Posizione | Corsia | Nome                    | Nazionalità | Tempo | Note |
| --------- | ------ | ----------------------- | ----------- | ----- | ---- |
| 1         | 6      | Lotta Kemppinen         | Finlandia   | 7"25  | Q    |
| 2         | 4      | Jennifer Montag         | Germania    | 7"25  | Q    |
| 3         | 2      | Rani Rosius             | Belgio      | 7"30  | Q    |
| 4         | 1      | Riccarda Dietsche       | Svizzera    | 7"33  | Q    |
| 5         | 5      | Astrid Glenner-Frandsen | Danimarca   | 7"36  | q    |
| 6         | 7      | Irene Siragusa          | Italia      | 7"37  |      |
| 7         | 8      | Molly Scott             | Irlanda     | 7"37  |      |
| 8         | 3      | Anasztázia Nguyen       | Ungheria    | 7"50  |      |

#### Batteria 4
| Posizione | Corsia | Nome                          | Nazionalità | Tempo | Note |
| --------- | ------ | ----------------------------- | ----------- | ----- | ---- |
| 1         | 2      | Ajla Del Ponte                | Svizzera    | 7"26  | Q    |
| 2         | 7      | Rafailía Spanoudáki-Hatziríga | Grecia      | 7"33  | Q    |
| 3         | 3      | Inna Eftimova                 | Bulgaria    | 7"36  | Q    |
| 4         | 1      | Rosalina Santos               | Portogallo  | 7"38  | Q    |
| 5         | 4      | Milana Tirnanic               | Serbia      | 7"42  |      |
| 6         | 5      | Olivia Fotopoulou             | Cipro       | 7"43  |      |
| 7         | 8      | Paula Sevilla                 | Spagna      | 7"44  |      |
| 8         | 6      | Joan Healy                    | Irlanda     | 7"46  |      |

#### Batteria 5
| Posizione | Corsia | Nome                   | Nazionalità | Tempo | Note |
| --------- | ------ | ---------------------- | ----------- | ----- | ---- |
| 1         | 8      | Jamile Samuel          | Paesi Bassi | 7"27  | Q =  |
| 2         | 1      | Claudia Payton         | Svezia      | 7"28  | Q    |
| 3         | 4      | Orlann Ombissa-Dzangue | Francia     | 7"30  | Q    |
| 4         | 6      | Maja Mihalinec         | Slovenia    | 7"31  | Q    |
| 5         | 2      | Marina Andreea Baboi   | Romania     | 7"32  | q    |
| 6         | 3      | Marcela Pírková        | Rep. Ceca   | 7"34  | q =  |
| 7         | 5      | Vittoria Fontana       | Italia      | 7"34  | q    |
| 8         | 7      | Kiriakí Samáni         | Grecia      | 7"69  |      |

### Semifinali
Si qualificano alla finale le prime due atlete di ogni batteria (Q) e le ulteriori due atlete più veloci (q).

#### Semifinale 1
| Posizione | Corsia | Nome                    | Nazionalità | Tempo | Note             |
| --------- | ------ | ----------------------- | ----------- | ----- | ---------------- |
| 1         | 4      | Carolle Zahi            | Francia     | 7"21  | Q                |
| 2         | 5      | Jennifer Montag         | Germania    | 7"27  | Q                |
| 3         | 7      | Salomé Kora             | Svizzera    | 7"27  |                  |
| 4         | 3      | Rani Rosius             | Belgio      | 7"29  |                  |
| 5         | 1      | Astrid Glenner-Frandsen | Danimarca   | 7"32  | Record nazionale |
| 6         | 6      | Naomi Sedney            | Paesi Bassi | 7"35  |                  |
| 7         | 8      | Ciara Neville           | Irlanda     | 7"37  |                  |
| 8         | 2      | Rosalina Santos         | Portogallo  | 7"38  |                  |

#### Semifinale 2
| Posizione | Corsia | Nome                          | Nazionalità | Tempo | Note |
| --------- | ------ | ----------------------------- | ----------- | ----- | ---- |
| 1         | 5      | Ajla Del Ponte                | Svizzera    | 7"19  | Q    |
| 2         | 8      | Maja Mihalinec                | Slovenia    | 7"25  | Q    |
| 3         | 4      | Jamile Samuel                 | Paesi Bassi | 7"26  | q    |
| 4         | 3      | Rafailía Spanoudáki-Hatziríga | Grecia      | 7"29  |      |
| 5         | 6      | Viktoriya Ratnikova           | Ucraina     | 7"31  |      |
| 6         | 1      | Marina Andreea Baboi          | Romania     | 7"36  |      |
| 7         | 7      | Monika Weigertová             | Slovacchia  | 7"42  |      |
| -         | 2      | Marcela Pírková               | Rep. Ceca   | dns   |      |

#### Semifinale 3
| Posizione | Corsia | Nome                   | Nazionalità | Tempo | Note                          |
| --------- | ------ | ---------------------- | ----------- | ----- | ----------------------------- |
| 1         | 6      | Lotta Kemppinen        | Finlandia   | 7"24  | Q                             |
| 2         | 4      | Orlann Ombissa-Dzangue | Francia     | 7"26  | Q                             |
| 3         | 5      | Claudia Payton         | Svezia      | 7"26  | q                             |
| 4         | 1      | Vittoria Fontana       | Italia      | 7"28  | Miglior prestazione personale |
| 5         | 3      | Amelie-Sophie Lederer  | Germania    | 7"29  |                               |
| 6         | 7      | Riccarda Dietsche      | Svizzera    | 7"32  |                               |
| 7         | 8      | Inna Eftimova          | Bulgaria    | 7"32  |                               |
| 8         | 2      | Magdalena Lindner      | Austria     | 7"47  |                               |

### Finale
| Posizione | Corsia | Nome                   | Nazionalità | Tempo | Note                                    |
| --------- | ------ | ---------------------- | ----------- | ----- | --------------------------------------- |
| Oro       | 4      | Ajla Del Ponte         | Svizzera    | 7"03  | Miglior prestazione mondiale stagionale |
| Argento   | 5      | Lotta Kemppinen        | Finlandia   | 7"22  |                                         |
| Bronzo    | 1      | Jamile Samuel          | Paesi Bassi | 7"22  |                                         |
| 4         | 8      | Orlann Ombissa-Dzangue | Francia     | 7"23  |                                         |
| 5         | 6      | Maja Mihalinec         | Slovenia    | 7"26  |                                         |
| 6         | 3      | Carolle Zahi           | Francia     | 7"26  |                                         |
| 7         | 7      | Jennifer Montag        | Germania    | 7"29  |                                         |
| 8         | 2      | Claudia Payton         | Svezia      | 7"32  |                                         |